# Puente El Arrudo
Puente El Arrudo, que también puede verse escrito como Puentel Arrudo o Puente del Arrudo, es una localidad del municipio cántabro de Herrerías, en España. En el año 2008 contaba con 11 habitantes (INE). Se encuentra a 2 kilómetro de la capital municipal, Bielva, junto al río Nansa, próximo a un puente que da nombre a la localidad. Desde aquí parte una carretera que va a Labarces y Treceño, pasando las montañas por Collado de Bielva, también llamado Alto de la Rehoya (336 m). En esta localidad pueden verse dos tipos de bosque que coexisten en el municipio: por un lado, el bosque de ribera con alisos, chopos u olmos, y por otro, el encinar. Cabe destacar los fresnos del maná, que florecen en mayo.
- Datos: Q6091130